# クラメリサウルス
クラメリサウルス（Klamelisaurus）はジュラ紀中期に現在の中国に生息していた竜脚類恐竜の属である。体長17 mほどの草食恐竜であった。

## 概要

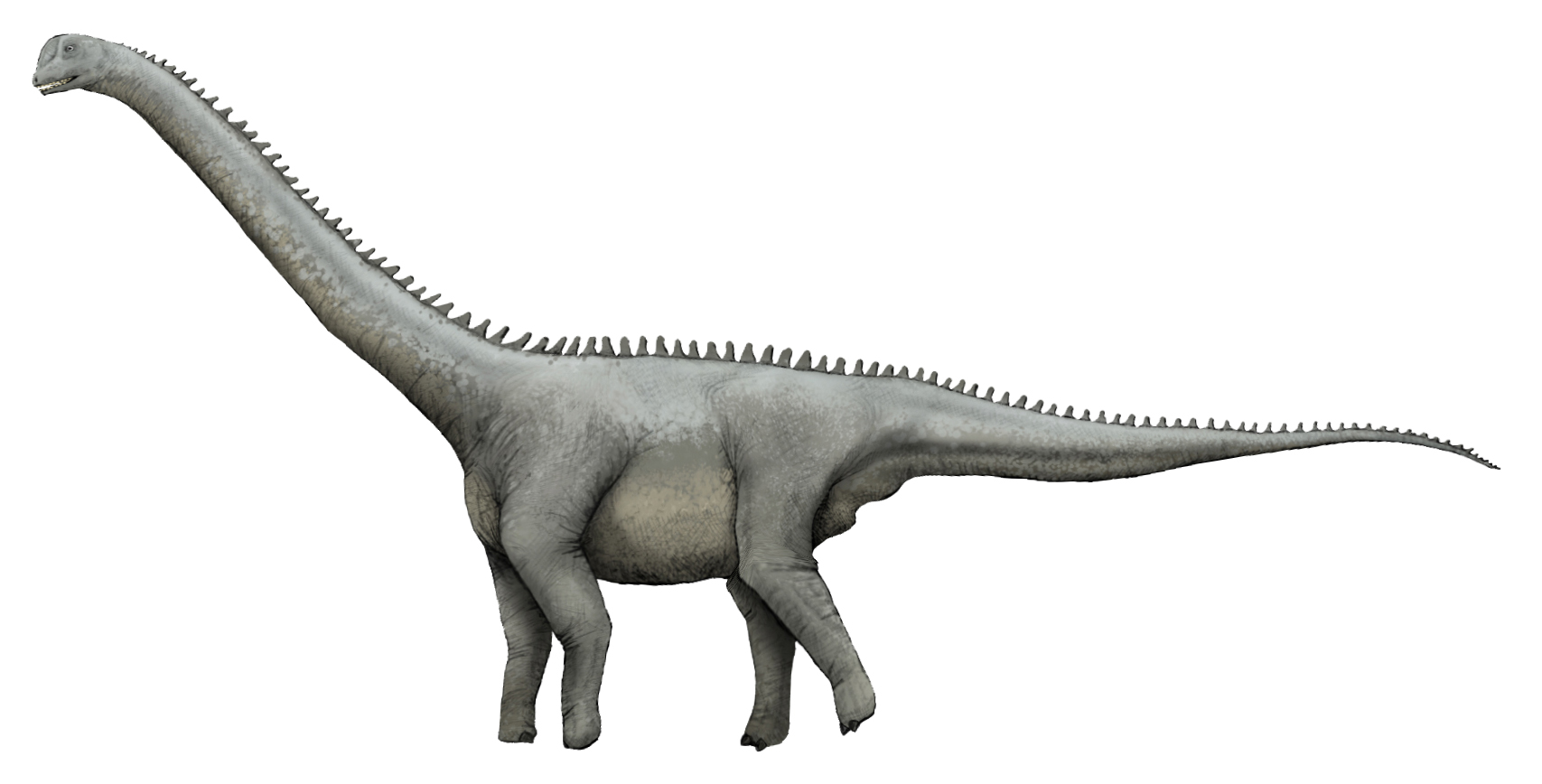
復元図

化石は中国、新疆ウイグル自治区、ジュンガル盆地の克拉美麗山の南方に位置する奇台県将軍廟の北35 kmにある石樹溝累層（en）五彩湾部層（en）のジュラ紀中期の地層から発見された。1993年、中国科学院古動物古人類研究所（IVPP）の趙喜進（Zhao Xijin）により新属、新種Klamelisaurus gobiensisとして命名され、短報に記載された。属名は発見地近くにある克拉美麗山（klameli-shan）とギリシャ語でトカゲを意味するσαυρος（ラテン文字転写sauros）から派生している。種小名は発見地の将軍ゴビ（jiangjun-gobi）にちなんでいる。ゴビはモンゴル語で乾燥した草原を意味するГовьに由来し、モンゴル周辺の乾燥地帯の地名に多く見られる語であるが、ゴビ砂漠と同語源であるためこの種小名も本来の「ゴビの」ではなく「ゴビ砂漠の」と誤訳されることがある。発見地はジュンガル盆地のグルバンテュンギュト砂漠近郊でゴビ砂漠ではない。現在までのところタイプ種K. gobiensisが唯一の種である。
タイプ標本IVPP V.9492は部分骨格で、断片的な歯、首から尾にかけての椎骨、肋骨、右肩甲骨、烏口骨、上腕骨、尺骨、橈骨、指骨、腰帯、大腿骨、脛骨、腓骨、距骨などが含まれている。歯は竜脚類として一般的なスプーン状であった。前肢は後肢の3/4ほどの長さである。各椎骨の数は頸椎が16個、胴椎が12個もしくは13個、仙椎が5個、尾椎が60個以上と推定されている。

## 分類
原記載Zhao(1993)ではスプーン状の歯などからブラキオサウルス科としながらも、胴椎の数などから独自の亜科クラメリサウルス亜科（Klamelisaurinae）に分類されている。ただし、この論文でのブラキオサウル科は通説では別の科とされるカマラサウルス科、ケティオサウルス科、エウヘロプス科をブラキオサウルス科の亜科として扱っており、この中でもクラメリサウルスはカマラサウルスに最も近いとしている。

## 生息環境
発見地のでは五彩湾部層ではクラメリサウルスの他に竜脚類のベルサウルス、獣脚類のモノロフォサウルスの化石が発見されている。

## 生態
詳しい研究は行われていないが、竜脚類としては一般的な四足歩行の草食動物であったようだ。

## 参照
1. 1 2 3 4 5 6 7 8  Zhao, X., 1993, A new Mid-Jurassic Sauopod (Klamelisaurus gobiensis gen. et sp. nov.) from Xinjiang, China: Vertebrata PalAsiatica, v. 31, n. 4, p. 132-138.
2. ↑  Weishampel, David B; et al. (2004). "Dinosaur distribution (Middle Jurassic, Asia)." In: Weishampel, David B.; Dodson, Peter; and Osmólska, Halszka (eds.): The Dinosauria, 2nd, Berkeley: University of California Press. Pp. 541–542. ISBN 0-520-24209-2.